# سیدی الهانی
سیدی الهانی (به عربی: سیدی الهانی) یک منطقهٔ مسکونی در تونس است که در استان سوسه واقع شده‌است. سیدی الهانی ۲٬۶۵۱ نفر جمعیت دارد.